# Modius (tocado)

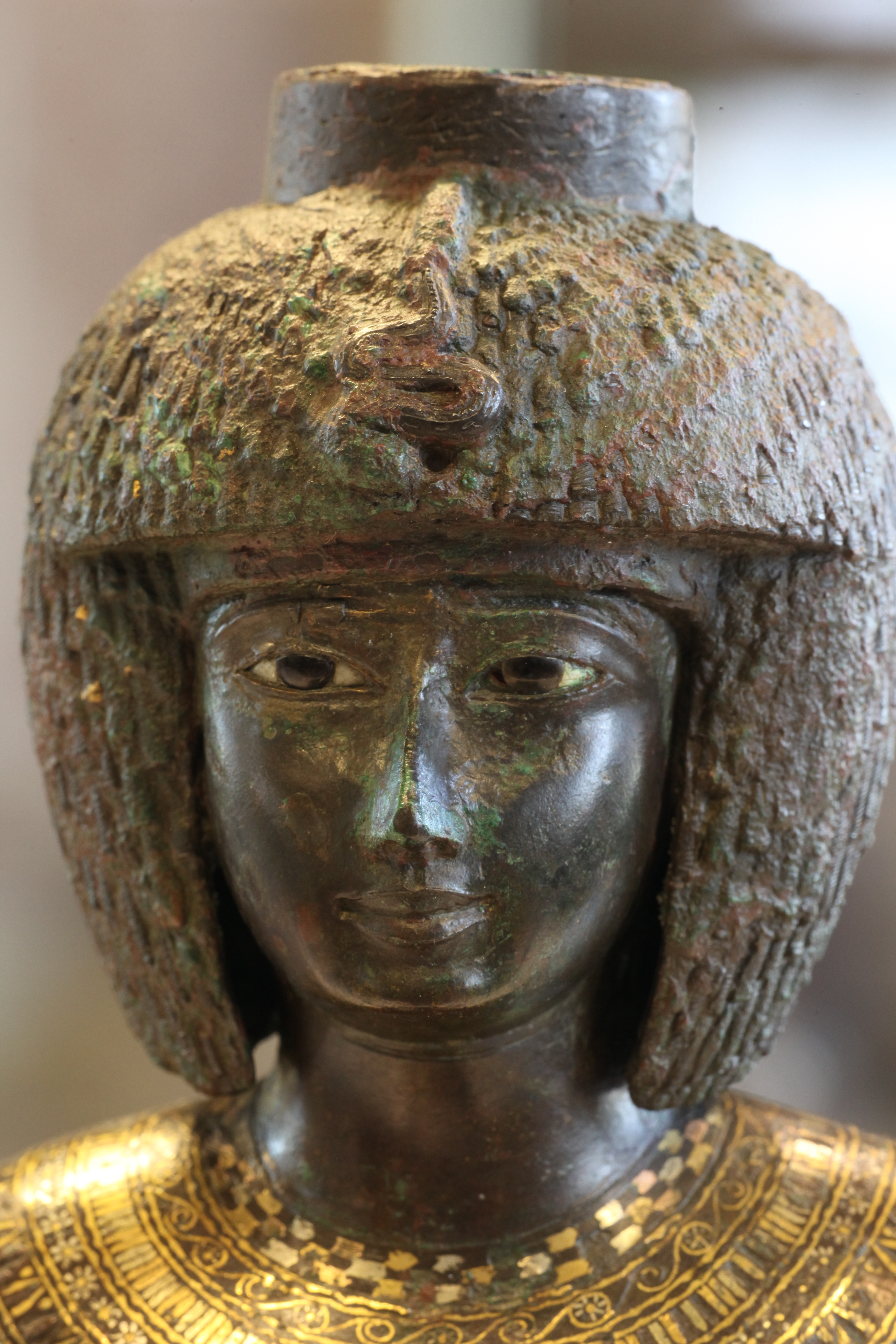
Estatua de la divina adoratriz Karomama con modius. Louvre.

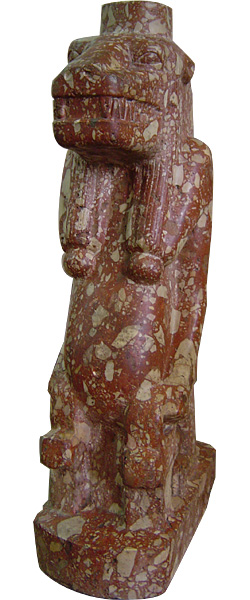
Taueret con modius.

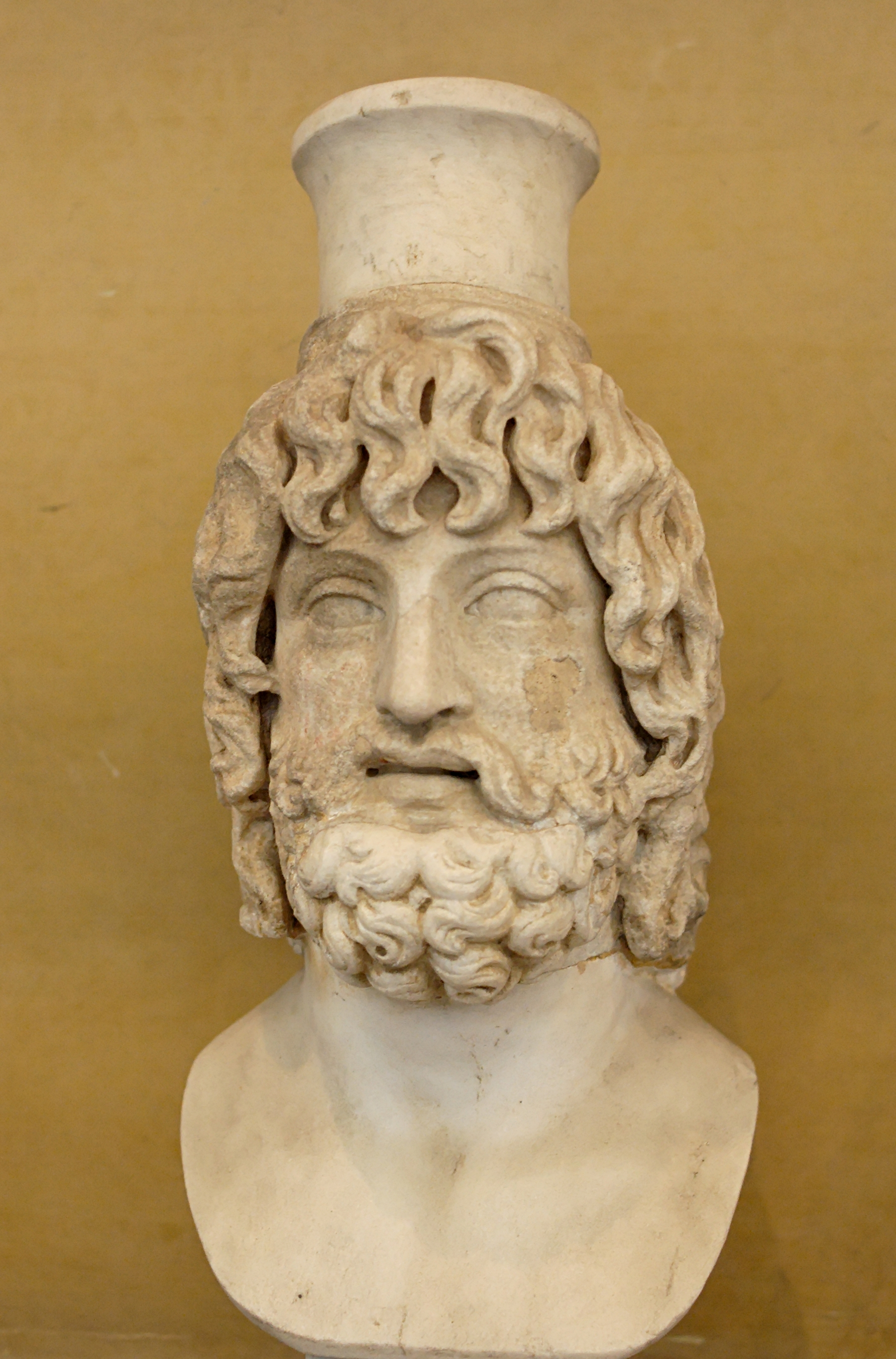
Serapis llevando un modius.

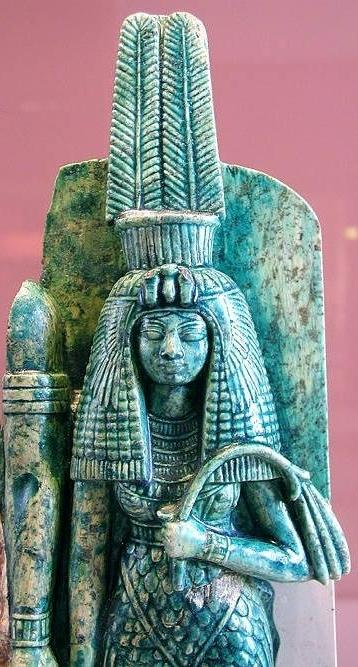
Reina Tiy con el modius que la servía para insertar plumas.

El modius o modio es un tipo de tocado cilíndrico o corona que se utilizaba en el arte del Antiguo Egipto y en el mundo greco-romano. Se parece al rodete que se llevaba en la cabeza para poder transportar algo pesado. Su nombre fue dado por los estudiosos por su semejanza al modius romano, utensilio utilizado como unidad de medida de capacidad de granos.
El modius es llevado por determinadas deidades egipcias, como Tueris, diosa de la fertilidad, Anuket, diosa de las cataratas del Nilo o Mut, diosa madre egipcia, deidades eleusinas y sus homólogas romanas, como Artemisa de Éfeso y algunas otras formas de la diosa, Hécate y Serapis. En alguna de las deidades representa la fecundidad.
El modius alto forma parte del complejo tocado utilizado en diferentes representaciones de reinas o sacerdotisas egipcias, adornado con otros símbolos, como motivos vegetales o el uraeus, como el caso de la reina Tiy o la divina adoratriz, Karomama. También fue un tocado distintivo de los sacerdotes de Palmira.